# Yuan Hongdao
Yuan Hongdao (chinois 袁宏道), né en 1568, mort en 1610, est un écrivain chinois de la dynastie des Ming.
Essayiste et poète, Yuan Hongdao était opposé à l'imitation des anciens et plaçait la littérature en langue vulgaire au même rang que la littérature classique.
Lui et ses 2 frères fondèrent l'école 公安(gong an), qui s'inspire de la pensée de Li Zhi, grand penseur des Ming qui préconisait une écriture détachée du confucianisme, et une écriture dégagée du style des anciens, afin que l'écriture soit spontanée, authentique.

## Traductions
- (zh + en) « Yuan Hongdao 袁宏道 at Orchid Pavilion 蘭亭 », China Heritage Quarterly, numéro 25, 2011 [lire en ligne]
- (zh + en) « Letters by Yuan Hongdao 袁宏道, Selected from his Deliverance Collection 解脫集 », translated by Duncan M. Campbell, China Heritage Quarterly, numéros 30-31, 2012 [lire en ligne]
- Nuages et Pierres, trad. Martine Valette-Hémery, Publications orientalistes de France, 1982, rééd. Philippe Picquier, « Picquier poche », 1997
- Jacques Pimpaneau, Anthologie de la littérature chinoise classique, Arles, Éditions Philippe Picquier, 2004, p. 730-737